# بينايزالون
بلدية بني سهلون أو (نقحرة: بينايزالون) (بالإسبانية: Benizalón)‏, هي بلدية تقع في مقاطعة المرية. جنوب شرق إسبانيا. يبلغ عدد سكانها 308 نسمة.

## وصلات خارجية
- نسخة محفوظة 14 ديسمبر 2005 على موقع واي باك مشين. (بالإسبانية)